# Parasiccia punctatissima
Parasiccia punctatissima là một loài bướm đêm thuộc phân họ Arctiinae, họ Erebidae.